# Cross Me
«Cross Me» es una canción interpretada por el cantante y compositor británico Ed Sheeran en colaboración con los raperos estadounidenses Chance the Rapper y PnB Rock. Fue lanzada el 24 de mayo de 2019 como el segundo sencillo del cuarto álbum de estudio de Sheeran No.6 Collaborations Project. La pista fue escrita por Ed Sherran, Canchellor Bennett, Rakim Allen y Fred Gilbson.

## Antecedentes y lanzamientos
Ed Sheeran reveló el nombre de la canción el 20 de mayo de 2019, tachando el nombre de los dos artistas destacados, desafiando a los fanáticos a adivinar quiénes eran. Insinuó sobre los artistas usando un sombrero Chance the Rapper y una mochila PnB Rock. También dio una pista de la fecha de lanzamiento al afirmar que tenía más cosas nuevas próximamente. La voz de PnB Rock se incluye a través de una muestra de su canción «Pressure» del álbum Catch These Vibes, específicamente de la cinta de audio de un video XXL 2017 en el que dio una interpretación estilo libre de «Pressure».
Se estrenó como el segundo sencillo del álbum No.6 Collaborations Project el 24 de mayo de 2019. La pista fue escrita por Ed Sherran, Canchellor Bennett, Rakim Allen y Fred Gilbson, mientras que la producción fue llevada a cabo por FRED.

## Vídeo musical
El 24 de mayo de 2019 se lanzó un video lírico a través del canal de YouTube del cantante. El video musical oficial se estrenó el 21 de junio del mismo año. Fue dirigido por Ryan Staake, y en él se muestra a un bailarín con un traje de captura de rendimiento en el que aparecen las imágenes digitalizadas de Ed Sheeran y Chance the Rapper.

## Créditos y personal
Créditos adaptados de Genius.
- Ed Sheeran - voz principal, escritor
- Chance the Rapper - Voces destacadas, escritor
- PnB Rock - Voces destacadas, escritor
- Fred Gibson - coros, productor, escritor, programación, teclados, guitarra, bajo, batería, ingeniería
- Parisi - sintetizadores, diseño
- Gabe Jaskowiak - grabación
- Manny Marroquin - mezcla
- Chris Galland - ingeniería mixta
- Robin Florent - asistente de ingeniería de mezcla
- Scott Desmarais - asistente de ingeniería de mezcla

## Posicionamiento en listas
| Listas (2019)                             | Mejor posición |
| ----------------------------------------- | -------------- |
| Alemania (Official German Charts)         | 23             |
| Australia (ARIA)                          | 5              |
| Austria (Ö3 Austria Top 40)               | 18             |
| Bélgica (Ultratop) Flanders               | 1              |
| Bélgica (Ultratop) Wallonia               | 1              |
| Canadá (Canadian Hot 100)                 | 12             |
| Dinamarca (Tracklisten)                   | 9              |
| Escocia (Official Charts Company)         | 11             |
| Eslovaquia (Radio Top 100)                | 19             |
| España (PROMUSICAE)                       | 76             |
| Estados Unidos (Billboard Hot 100)        | 25             |
| Estados Unidos (Adult Top 40)             | 33             |
| Estados Unidos (Dance/Mix Show Airplay)   | 34             |
| Estados Unidos (Mainstream Top 40)        | 14             |
| Estados Unidos (Rhythmic)                 | 15             |
| Estados Unidos (Rolling Stone Top 100)    | 8              |
| Estonia (Eesti Tipp-40)                   | 6              |
| Francia (SNEP)                            | 8              |
| Finlandia (Suomen virallinen lista)       | 86             |
| Hungría (Single Top 40)                   | 12             |
| Hungría (Stream Top 40)                   | 6              |
| Italia (FIMI)                             | 45             |
| Irlanda (IRMA)                            | 6              |
| Japón (Japan Hot 100)                     | 69             |
| Noruega (VG-lista)                        | 15             |
| Nueva Zelanda Hot Singles (RMNZ)          | 6              |
| Países Bajos (Dutch Top 40)               | 30             |
| Países Bajos (Single Top 100)             | 37             |
| Polonia (Polish Airplay Top 100)          | 41             |
| Portugal (AFP)                            | 30             |
| Reino Unido (UK Singles Chart)            | 4              |
| República Checa (Singles Digitál Top 100) | 14             |
| Rumania (Airplay 100)                     | 82             |
| Suecia (Sverigetopplistan)                | 13             |
| Suiza (Schweizer Hitparade)               | 21             |

## Certificaciones
| País (organismo certificador) | Certificación | Unidades certificadas |
| ----------------------------- | ------------- | --------------------- |
| Australia (ARIA)              | 2x Platino    | 140 000               |
| Canadá (Music Canada)         | Platino       | 80 000                |
| Dinamarca (IFPI)              | Oro           | 45 000                |
| Nueva Zelanda (RIANZ)         | Oro           | 15 000                |
| Reino Unido (BPI)             | Oro           | 400 000               |